# Carposina chersodes
Carposina chersodes is een vlinder uit de familie Carposinidae. De wetenschappelijke naam van deze soort is voor het eerst geldig gepubliceerd in 1915 door Meyrick.
De soort komt voor in tropisch Afrika.